# 物流・自動車局
物流・自動車局（ぶつりゅうじどうしゃきょく）は、国土交通省の内部部局の一つ。自動車交通局（じどうしゃこうつうきょく）から自動車局（じどうしゃきょく）を経て現在の名称となる。

## 職務
物流・自動車局は、次に掲げる事務をつかさどる（国土交通省組織令12条）。
1. 貨物流通の効率化、円滑化及び適正化に関する国土交通省の所掌に係る事務に関する基本的な政策の企画及び立案並びに当該政策を実施するために必要な国土交通省の所掌事務の総括に関すること。
2. 倉庫業その他の保管事業の発達、改善及び調整に関すること。
3. 物資の流通の効率化に関する法律（平成十七年法律第八十五号）の施行に関する事務で国土交通省の所掌に属するものに関すること。
4. 貨物利用運送事業の発達、改善及び調整に関すること。
5. 石油パイプライン事業の発達、改善及び調整に関すること（航空局の所掌に属するものを除く）。
6. 貨物の運送に係る航空運送代理店業の発達、改善及び調整に関すること。
7. 道路運送及び道路運送事業の発達、改善及び調整に関すること。
8. 自動車ターミナルに関すること。
9. 自動車車庫に関すること。
10. 自動車損害賠償責任保険及び自動車損害賠償責任共済に関すること。
11. 政府の管掌する自動車損害賠償保障事業に関すること。
12. 被害者保護増進等計画の作成及び変更並びに同法第七十七条の四の規定による交付並びに出資及び貸付け並びに補助に関すること。
13. 自動車安全特別会計の自動車事故対策勘定及び自動車検査登録勘定の経理に関すること。
14. 自動車の登録及び自動車抵当に関すること。
15. 道路運送及び道路運送車両の安全の確保、道路運送車両による公害の防止その他の道路運送車両に係る環境の保全並びに道路運送車両の使用に関すること。
16. 自動車の整備事業の発達、改善及び調整に関すること。
17. 軽車両及び自動車用代燃装置の製造、流通及び消費の増進、改善及び調整並びにこれらの製造に関する事業の発達、改善及び調整に関すること。
18. 道路運送車両並びにその使用及び整備に必要な機械器具及び物資の流通及び消費の増進、改善及び調整に関すること。
19. 独立行政法人自動車技術総合機構の組織及び運営一般に関すること。

## 沿革
- 1928年（昭和3年）11月6日 鉄道以外の陸運業の所管を逓信省郵務局から鉄道省監督局に移す。
- 1942年（昭和17年）11月1日 監理局に改組する。
- 1943年（昭和18年）11月1日 運輸通信省設置により国営自動車事業の運営、自動車交通事業・小運送業等を所管する組織として自動車局設置。
- 1945年（昭和20年）5月19日 運輸省設置により同省の内部部局となる。
- 1946年（昭和21年）2月1日 運輸省の機構再編により自動車局を廃止し陸運監理局を設置。鉄道総局から地方鉄道・軌道事業の所管を移し陸運業全般を管轄する組織となる。
- 1948年（昭和23年）7月10日 国営自動車事業を鉄道総局に移管する。
- 1949年（昭和24年）6月1日 運輸省の機構再編により陸運監理局を廃止し自動車局を設置。
- 1984年（昭和59年）7月1日 運輸省の機構再編により自動車局を廃止。自動車行政は運輸政策局、地域交通局、貨物流通局が分散担当する。
- 1991年（平成3年）7月1日 運輸省の機構再編により交通モード別の局制が復活。自動車交通局を設置。
- 2001年（平成13年）1月6日 国土交通省設置により同省の内部部局となる。
- 2011年（平成23年）7月1日 自動車局に改称する[1]。
- 2023年 (令和5年) 10月1日 国土交通省総合政策局の物流部門を統合し、物流・自動車局に改称[2]。

## 組織
- 局長
- 次長
  - 総務課
  - 物流政策課
  - 貨物流通事業課
  - 安全政策課
  - 技術・環境政策課
  - 自動車情報課
  - 旅客課
  - 車両基準・国際課
  - 審査・リコール課
  - 自動車整備課

## 歴代局長
| 代                         | 氏名                 | 在任期間                       | 前職                                   | 後職                                 |
| 運輸通信省自動車局長       | 運輸通信省自動車局長 | 運輸通信省自動車局長           | 運輸通信省自動車局長                   | 運輸通信省自動車局長                 |
| -------------------------- | -------------------- | ------------------------------ | -------------------------------------- | ------------------------------------ |
| 1                          | 佐藤栄作             | 1943年11月1日 - 1944年4月22日  | 鉄道省監理局長                         | 運輸通信省大阪鉄道局長               |
| 2                          | 柏原兵太郎           | 1944年4月22日 - 1944年9月16日  | 運輸通信省鉄道総局業務局勤務           | 辞職                                 |
| 3                          | 小野哲               | 1944年9月16日 - 1945年5月19日  | 運輸通信省鉄道総局勤労局長             | 運輸省自動車局長                     |
| 運輸省自動車局長           |                      |                                |                                        |                                      |
| 1                          | 小野哲               | 1945年5月19日 - 1945年6月10日  | 運輸通信省自動車局長                   | 運輸省企画局長                       |
|                            | （堀木鎌三）         | 1945年6月10日 - 1945年8月25日  | （運輸省鉄道総局長官による事務取扱）   | （運輸省鉄道総局長官による事務取扱） |
| 2                          | 滿尾君亮             | 1945年8月25日 - 1946年2月1日   | 運輸省広島鉄道局長                     | 運輸省陸運監理局長                   |
| 運輸省陸運監理局長         |                      |                                |                                        |                                      |
| 1                          | 滿尾君亮             | 1946年2月1日 - 1947年2月6日    | 運輸省自動車局長                       | 辞職                                 |
| 2                          | 郷野基秀             | 1947年2月6日 - 1948年3月20日   | 運輸省鉄道総局総務局長                 | 辞職                                 |
| 3                          | 小幡靖               | 1948年3月20日 - 1949年6月1日   | 運輸省広島鉄道局長                     | 運輸省自動車局長                     |
| 運輸省自動車局長           |                      |                                |                                        |                                      |
| 1                          | 小幡靖               | 1949年6月1日 - 1949年8月27日   | 運輸省陸運監理局長                     | 辞職                                 |
| 2                          | 牛島辰弥             | 1949年8月27日 - 1952年1月18日  | 日本国有鉄道職員局長                   | 運輸事務次官                         |
| 3                          | 中村豊               | 1952年1月18日 - 1954年8月3日   | 運輸省自動車局業務部長                 | 辞職                                 |
| 4                          | 真田登               | 1954年8月3日 - 1956年2月14日   | 運輸省自動車局業務部長                 | 辞職                                 |
| 5                          | 山内公猷             | 1956年2月14日 - 1958年12月5日  | 運輸省大臣官房長                       | 運輸省鉄道監督局長                   |
| 6                          | 国友弘康             | 1958年12月5日 - 1961年7月4日   | 運輸省自動車局業務部長                 | 辞職                                 |
| 7                          | 木村睦男             | 1961年7月4日 - 1964年6月30日   | 運輸省東京陸運局長                     | 運輸省観光局長                       |
| 8                          | 坪井為次             | 1964年6月30日 - 1966年7月4日   | 運輸省自動車局業務部長                 | 辞職                                 |
| 9                          | 原山亮三             | 1966年7月4日 - 1968年1月23日   | 運輸省鉄道監督局国有鉄道部長           | 辞職                                 |
| 10                         | 鈴木珊吉             | 1968年1月23日 - 1968年6月7日   | 運輸省大臣官房審議官                   | 運輸省大臣官房長                     |
| 11                         | 黒住忠行             | 1968年6月7日 - 1970年6月19日   | 運輸省鉄道監督局国有鉄道部長           | 辞職                                 |
| 12                         | 野村一彦             | 1970年6月19日 - 1972年6月30日  | 運輸省海運局次長                       | 海上保安庁長官                       |
| 13                         | 小林正興             | 1972年6月30日 - 1973年11月16日 | 運輸省自動車局業務部長                 | 辞職                                 |
| 14                         | 中村大造             | 1973年11月16日 - 1974年6月7日  | 運輸省大臣官房観光部長                 | 運輸省航空局長                       |
| 15                         | 高橋寿夫             | 1974年6月7日 - 1976年6月2日    | 運輸省大臣官房観光部長                 | 運輸省航空局長                       |
| 16                         | 中村四郎             | 1976年6月2日 - 1978年6月27日   | 運輸省大臣官房審議官                   | 運輸省大臣官房長                     |
| 17                         | 梶原清               | 1978年6月27日 - 1979年7月27日  | 運輸省自動車局業務部長                 | 辞職                                 |
| 18                         | 飯島篤               | 1979年7月27日 - 1982年6月11日  | 海上保安庁次長                         | 辞職                                 |
| 19                         | 角田達郎             | 1982年6月11日 - 1984年7月1日   | 運輸省大臣官房長                       | 海上保安庁長官                       |
| 運輸省自動車交通局長       |                      |                                |                                        |                                      |
| 1                          | 水田嘉憲             | 1991年7月1日 - 1992年6月23日   | 運輸省地域交通局長                     | 辞職                                 |
| 2                          | 土坂泰敏             | 1992年6月23日 - 1993年7月30日  | 運輸省大臣官房総務審議官               | 運輸省航空局長                       |
| 3                          | 越智正英             | 1993年7月30日 - 1994年6月29日  | 内閣法制局第四部長                     | 運輸審議官                           |
| 4                          | 高橋伸和             | 1994年6月29日 - 1995年6月14日  | 運輸省海上技術安全局船員部長           | 辞職                                 |
| 5                          | 山下邦勝             | 1995年6月14日 - 1996年6月25日  | 運輸省関東運輸局長                     | 辞職                                 |
| 6                          | 荒谷俊昭             | 1996年6月25日 - 1997年6月20日  | 運輸省鉄道局次長                       | 辞職                                 |
| 7                          | 荒井正吾             | 1997年6月20日 - 1999年7月13日  | 運輸省鉄道局次長                       | 海上保安庁長官                       |
| 8                          | 縄野克彦             | 1999年7月13日 - 2001年1月5日   | 運輸省鉄道局次長                       | 海上保安庁長官                       |
| 国土交通省自動車交通局長   |                      |                                |                                        |                                      |
| 1                          | 高橋朋敬             | 2001年1月6日 - 2001年7月6日    | 運輸省海上交通局長                     | 辞職                                 |
| 2                          | 洞駿                 | 2001年7月6日 - 2002年8月1日    | 国土交通省政策統括官                   | 国土交通省航空局長                   |
| 3                          | 丸山博               | 2002年8月1日 - 2003年7月18日   | 国土交通省政策統括官                   | 国土交通省鉄道局長                   |
| 4                          | 峰久幸義             | 2003年7月18日 - 2004年7月1日   | 国土交通省官房総括審議官               | 国土交通省大臣官房長                 |
| 5                          | 金澤悟               | 2004年7月1日 - 2005年8月2日    | 国土交通省総合政策局観光部長           | 辞職                                 |
| 6                          | 宿利正史             | 2005年8月2日 - 2006年7月11日   | 国土交通省大臣官房総括審議官           | 国土交通省総合政策局長               |
| 7                          | 岩崎貞二             | 2006年7月18日 - 2007年7月10日  | 国土交通省航空局長                     | 海上保安庁長官                       |
| 8                          | 本田勝               | 2007年7月10日 - 2009年7月24日  | 国土交通省航空局次長                   | 国土交通省鉄道局長                   |
| 9                          | 桝野龍二             | 2009年7月24日 - 2010年8月10日  | 国土交通省大臣官房総括審議官           | 国土交通省大臣官房運輸安全政策審議官 |
| 10                         | 中田徹               | 2010年8月10日 - 2011年7月1日   | 国土交通省大臣官房運輸安全政策審議官   | 国土交通省自動車局長                 |
| 国土交通省自動車局長       |                      |                                |                                        |                                      |
| 1                          | 中田徹               | 2011年7月1日 - 2012年9月11日   | 国土交通省自動車交通局長               | 辞職                                 |
| 2                          | 武藤浩               | 2012年9月11日 - 2013年8月1日   | 国土交通省大臣官房総括審議官           | 国土交通省大臣官房長                 |
| 3                          | 田端浩               | 2013年8月1日 - 2015年7月31日   | 国土交通省鉄道局次長                   | 国土交通省大臣官房長                 |
| 4                          | 藤井直樹             | 2015年7月31日 - 2017年7月7日   | 国土交通省総合政策局公共交通政策部長   | 国土交通省鉄道局長                   |
| 5                          | 奥田哲也             | 2017年7月7日 - 2019年7月9日    | 国土交通省鉄道局長                     | 辞職                                 |
| 6                          | 一見勝之             | 2019年7月9日 - 2020年7月21日   | 海上保安庁次長                         | 国土交通省大臣官房付                 |
| 7                          | 秡川直也             | 2020年7月21日 - 2022年6月28日  | 国土交通省大臣官房審議官               | 観光庁次長                           |
| 8                          | 堀内丈太郎           | 2022年6月28日 - 2023年7月4日   | 国土交通省大臣官房付                   | 辞職                                 |
| 9                          | 鶴田浩久             | 2023年7月4日 - 2023年10月1日   | 国土交通省公共交通・物流政策審議官     | 国土交通省物流・自動車局長           |
| 国土交通省物流・自動車局長 |                      |                                |                                        |                                      |
| 1                          | 鶴田浩久             | 2023年10月1日 - 2025年7月1日   | 国土交通省自動車局長                   | 国土交通省総合政策局長               |
| 2                          | 石原大               | 2025年7月1日 - 現職            | 内閣官房内閣審議官（内閣官房副長官補） |                                      |